# Mouche du fromage
Piophila casei
Pour les articles homonymes, voir Mouche.
Espèce
La mouche du fromage, de son nom latin Piophila casei, est une espèce de diptères de la famille des Piophilidæ. Piophila casei, la mieux connue de cette famille, est une petite mouche d’environ quatre millimètres répandue partout dans le monde. Sa larve d'environ huit millimètres infeste la viande faisandée, le poisson fumé, les fromages et les animaux en décomposition. Cheese skipper, un de ses noms anglais, fait référence à sa possibilité de sauter d’un fromage au fromage voisin. Lorsqu’il est dérangé ou veut se déplacer subitement, ce petit asticot peut en effet effectuer un bond de 15 cm à la verticale.
Les larves résistent à l'acide stomacal et peuvent vivre un certain temps dans l’intestin après une ingestion accidentelle ou autre. Elles peuvent provoquer une « myiase entérique ou intestinale ». Les larves de mouches du fromage sont la principale cause des myiases chez l’humain et sont les insectes retrouvés le plus souvent dans l’intestin. Elles peuvent causer des lésions sévères en tentant de perforer la paroi intestinale. Les symptômes incluent la nausée, les vomissements, les douleurs abdominales et une diarrhée sanguinolente. Les larves mortes ou vivantes peuvent passer dans les selles.
Cette espèce étant nécrophage, la médecine légale peut se servir de la présence des larves pour estimer la date d’un décès, celles-ci n’arrivant dans la dépouille qu’après trois à six mois.
Le corps de la mouche adulte est noir, bleu noir ou bronze, avec un peu de jaune sur la tête, les antennes et les pattes. Une légère iridescence peut être aperçue sur les ailes qui reposent sur l’abdomen au repos. Avec ses quatre millimètres, elle fait environ le tiers de la mouche domestique.
Les larves arrivent à sauter en se repliant sur elles-mêmes, attrapant leur arrière-train avec leurs crochets buccaux, tendant leurs muscles, puis lâchant prise rapidement. Un effet de ressort les propulse en l’air. Une galerie de photographies visible sur internet illustre ce phénomène chez la petite piophilide Protopiophila litigata, à laquelle les Anglais ont donné le nom de antler fly, une appellation qui peut se traduire par « mouche des andouillers », puisque l’espèce n’infeste que les bois (andouillers) en décomposition des cervidés.

## Articles connexes

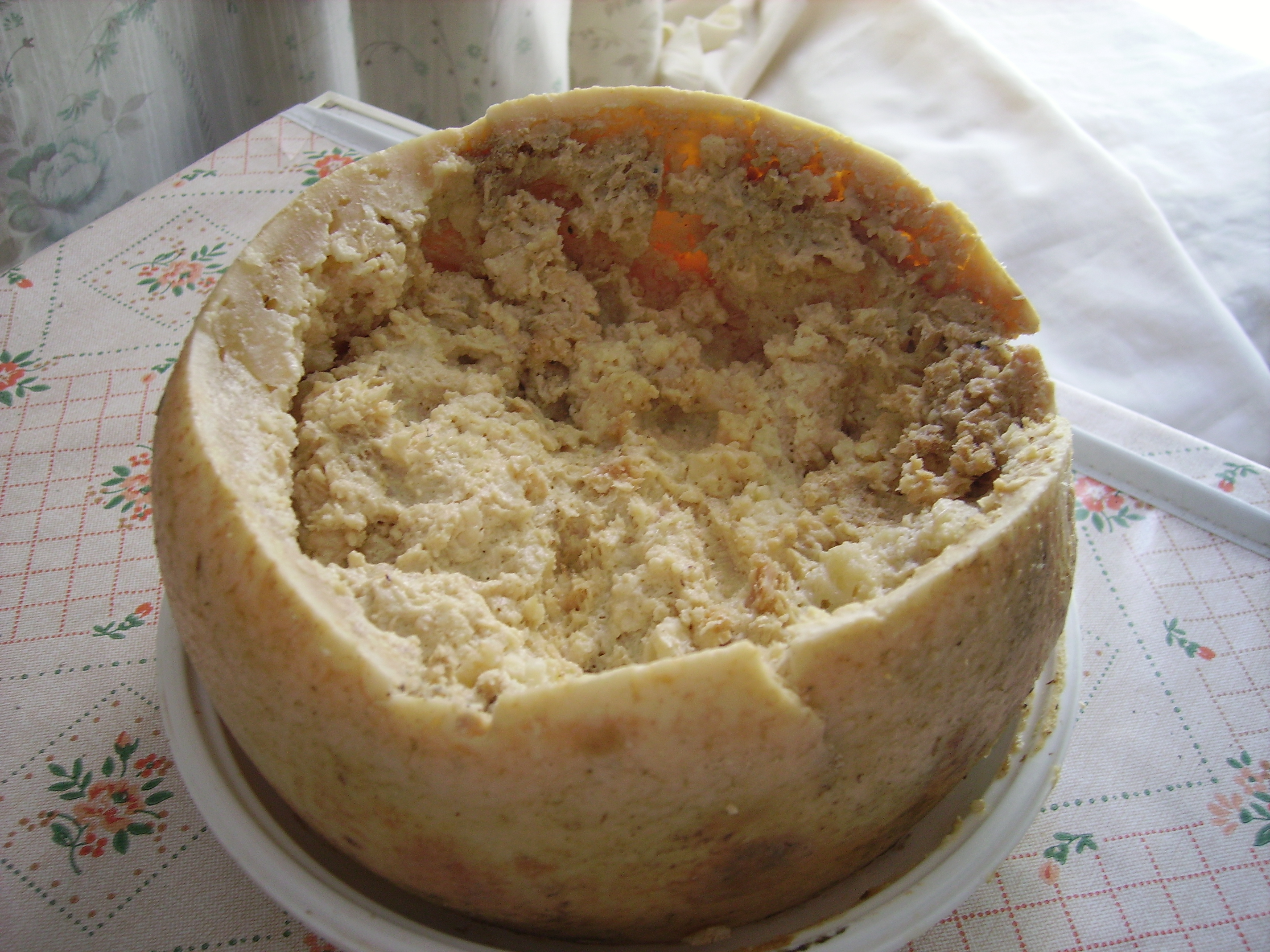
Un casu marzu.